# Вячеславс Ісаєвс
Вячеславс Ісаєвс (латис. Vjačeslavs Isajevs, нар. 27 серпня 1993, Рига) — латвійський футболіст, захисник клубу «Лієпая» та національної збірної Латвії.
Виступав також за клуб «Сконто».
Володар Кубка Латвії.

## Клубна кар'єра
У дорослому футболі дебютував 2010 року виступами за команду «Олімпс», у якій провів один сезон, взявши участь у 34 матчах чемпіонату. 
Своєю грою за цю команду привернув увагу представників тренерського штабу клубу «Сконто», до складу якого приєднався 2013 року. Відіграв за ризький клуб наступні три сезони своєї ігрової кар'єри. Більшість часу, проведеного у складі «Сконто», був основним гравцем захисту команди.
Згодом з 2016 по 2024 рік грав у складі команд РФШ, «Лієпая» та «Ауда».
До складу клубу «Лієпая» приєднався 2025 року. Станом на 4 червня 2025 року відіграв за лієпайський клуб 7 матчів у національному чемпіонаті.

## Виступи за збірні
У 2011 році дебютував у складі юнацької збірної Латвії (U-19), загалом на юнацькому рівні взяв участь у 2 іграх.
Протягом 2012–2013 років залучався до складу молодіжної збірної Латвії. На молодіжному рівні зіграв в 11 офіційних матчах.
У 2018 році дебютував в офіційних матчах у складі національної збірної Латвії.
| Дата       | Місто            | Господарі          | Результат | Гості     | Турнір                    | Голи | Примітки |
| ---------- | ---------------- | ------------------ | --------- | --------- | ------------------------- | ---- | -------- |
| 9-9-2018   | Тбілісі          | Грузія             | 1 – 0     | Латвія    | Ліга націй УЄФА 2018-2019 | -    | 61'      |
| 13-10-2018 | Рига             | Латвія             | 1 – 1     | Казахстан | Ліга націй УЄФА 2018-2019 | -    | 27'      |
| 16-10-2018 | Рига             | Латвія             | 0 – 3     | Грузія    | Ліга націй УЄФА 2018-2019 | -    | 46'      |
| 15-11-2018 | Астана           | Казахстан          | 0 – 0     | Латвія    | Ліга націй УЄФА 2018-2019 | -    |          |
| 19-11-2018 | Андорра-ла-Велья | Андорра            | 0 – 0     | Латвія    | Ліга націй УЄФА 2018-2019 | -    |          |
| 21-3-2019  | Скоп'є           | Північна Македонія | 3 – 1     | Латвія    | Відбір до ЧЄ 2020         | -    |          |
| 24-3-2019  | Варшава          | Польща             | 2 – 0     | Латвія    | Відбір до ЧЄ 2020         | -    |          |
| Усього     |                  | Матчів             | 7         |           | Голів                     | 0    |          |

## Титули і досягнення
- Володар Кубка Латвії (1):

РФШ: 2019